# 113° westerlengte
113° westerlengte (ten opzichte van de nulmeridiaan) is een meridiaan of lengtegraad, onderdeel van een geografische positieaanduiding in bolcoördinaten. De lijn loopt vanaf de Noordpool naar de Noordelijke IJszee, Noord-Amerika, de Grote Oceaan, de Zuidelijke Oceaan en Antarctica en zo naar de Zuidpool.
De meridiaan op 113° westerlengte vormt een grootcirkel met de meridiaan op 67° oosterlengte. De meridiaanlijn beginnend bij de Noordpool en eindigend bij de Zuidpool gaat door de volgende landen, gebieden of zeeën. 
| Land, gebied of zee | Nauwkeurigere gegevens                                            |
| ------------------- | ----------------------------------------------------------------- |
| Noordelijke IJszee  |                                                                   |
| Canada              | Northwest Territories - Bordeneiland                              |
| Wilkinsstraat       |                                                                   |
| Canada              | Northwest Territories - Mackenzie Kingeiland, Melville-eiland     |
| Parrykanaal         |                                                                   |
| Canada              | Northwest Territories - Victoria-eiland                           |
| Prince Albert Sound |                                                                   |
| Canada              | deels Northwest Territories deels Nunavut - Victoria-eiland       |
| Coronationgolf      |                                                                   |
| Canada              | Nunavut, Northwest Territories (dwarst Great Slave Lake), Alberta |
| Verenigde Staten    | Montana, Idaho, Utah (dwarst Great Salt Lake), Arizona            |
| Mexico              | Sonora                                                            |
| Golf van Californië |                                                                   |
| Mexico              | Baja California, Baja California Sur                              |
| Grote Oceaan        |                                                                   |
| Zuidelijke Oceaan   |                                                                   |
| Antarctica          | Niet-toegeëigend gebied in Antarctica                             |